# Karl Grüter

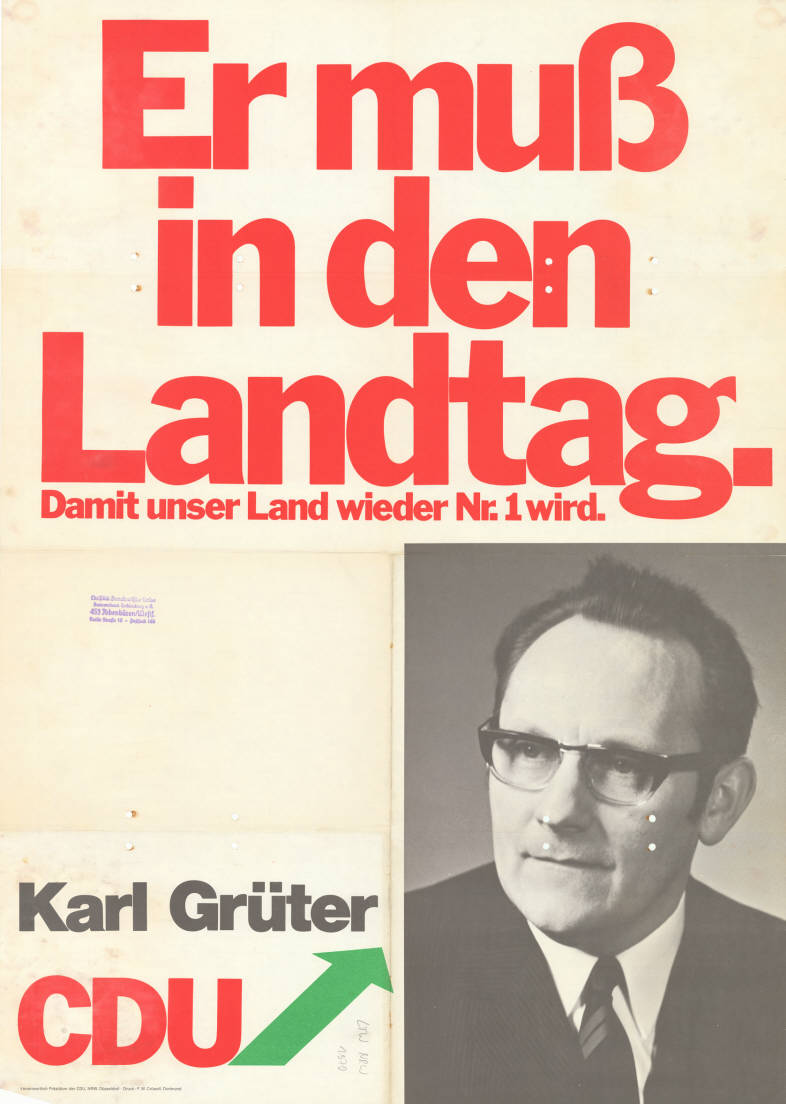
Kandidatenplakat zur Landtagswahl in Nordrhein-Westfalen 1970

Karl Grüter (* 29. August 1920 in Riesenbeck, Kreis Steinfurt; † 17. Januar 2006) war ein deutscher Gewerkschafter und Politiker der CDU.

## Ausbildung und Beruf
Karl Grüter besuchte die Volksschule und die Berufsschule. Er machte eine Lehre als Maschinenschlosser. Dieser Tätigkeit ging er im Anschluss nach. Grüter leiste Kriegsdienst. Von 1947 bis 1958 war er Geschäftsführer der Industriegewerkschaft Bau, Steine, Erden in Solingen-Remscheid. Gewerkschaftssekretär beim Deutschen Gewerkschaftsbund, Kreis Tecklenburg, war er ab 1958.

## Politik
Karl Grüter gehörte nach dem Zweiten Weltkrieg zunächst dem Zentrum an, für das er bei der Bundestagswahl 1953 erfolglos auf der Landesliste Nordrhein-Westfalen kandidierte. Später gründete er die Unabhängige Christlich-Soziale Wählergemeinschaft, mit der er bei der Kommunalwahl 1961 auf Anhieb die absolute Mehrheit in Riesenbeck erreichte und so dortiger Bürgermeister wurde. Bereits 1964 überführte er die UCSW in die CDU. Er war daraufhin von 1965 bis 1968 Mitglied des Kreisvorstandes der CDU Kreis Tecklenburg und von 1968 bis 1974 stellvertretender Kreisvorsitzender. Bis zur Kommunalreform 1975 blieb Grüter Bürgermeister der Gemeinde Riesenbeck. Er fungierte als Mitglied des Kreistages Tecklenburg und der Amtsvertretung des Amtes Riesenbeck. Ab 1975 war er stellvertretender Bürgermeister der Stadt Hörstel.
Karl Grüter war vom 26. Juli 1970 bis 28. Mai 1980 direkt gewähltes Mitglied des 7. und 8. Landtages von Nordrhein-Westfalen für den Wahlkreis 085 Tecklenburg.

## Ehrungen
- 1980: Verdienstkreuz am Bande der Bundesrepublik Deutschland